# Traje

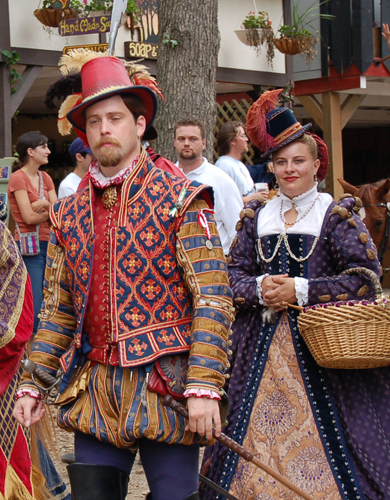

Traje, trajo ou costume pode se referir a roupas em geral, ou ao estilo distintivo das roupas de um povo, classe ou período. Traje também pode se referir ao estilo particular de roupa usada para caracterizar um indivíduo como uma personagem em eventos sociais como os bailes de máscaras e as festas à fantasia, ou em actuações teatrais.